# Juan Antonio Viedma
Juan Antonio Viedma Cano (Sabiote (Jaén), 18 de junio de 1830 - La Habana, 2 de agosto de 1869), periodista y poeta español.

## Biografía
Acabó los estudios secundarios en el Instituto Provincial de Jaén en 1847. Marchó a Madrid a estudiar jurisprudencia con poco entusiasmo, si se ha de atender a que tardó nueve años en licenciarse, pues la literatura le tiraba más y en ella fue tan precoz que ya en Jaén y en la revista El Guadalbullón, a los diecisiete años, aparecieron sus dos primeras poesías: "A la noche" y el soneto "La rosa blanca"; residió, sin embargo, permanentemente en Madrid, aunque siempre se relacionó con poetas de su tierra giennense y de vez en cuando volvió a ella en estancias de corta duración. En Madrid se introdujo en las tertulias literarias, en especial en la del Café Esmeralda, frecuentada por Antonio Cánovas del Castillo, Vicente Barrantes, Antonio Trueba, Luis de Eguílaz, Ángel Fernández de los Ríos y Eduardo Gasset. Posteriormente, empezó a ir a la del Café Suizo, entre otras. Empezó a colaborar en periódicos y revistas madrileñas, como Ellas (1851) y, a partir de 1852, inicia una intensa y duradera presencia en Correo de la Moda o Álbum de Señoritas, colaboración que mantendría de manera más o menos constante hasta 1863. Su aportación no es sólo poética, puesto que durante varios años se encargó de la sección fija “Variedades” que firmaba con los seudónimos Gazel, Bachiller Sensible o con su propio nombre. Pronto se le abren las páginas de los periódicos más prestigiosos, como el influyente Semanario Pintoresco Español, La Iberia, La América, La Discusión, así como en otros más especializados, como Educación Pintoresca.
Así que, cuando en 1854 llega Gustavo Adolfo Bécquer a Madrid, ya era Viedma un escritor conocido y apreciado en los cenáculos madrileños y pudo introducir a su amigo sevillano en ellos. Las relaciones de Bécquer con Viedma, García Luna, Carlos Navarro, José Marco y Julio Nombela han sido relatadas por este último con bastante precisión, y de este círculo de amigos nació la “Corona poética a Quintana” de 1855.
De la amistad con Bécquer hay huellas indudables en la obra poética de Viedma, especialmente en “Misterios” y “La niña modesta”, ambas publicadas en El Correo de la Moda, en 1860. Un año antes, sin embargo, en 1859, acompañó a Pedro Antonio de Alarcón como corresponsal de Las Novedades, el gran periódico de Ángel Fernández de los Ríos, a la guerra de África, y estos méritos, junto a su condición de abogado, le valieron en 1861 ser nombrado Fiscal de Juzgado de Guerra. Entre los años de 1859 y 1866 contrajo matrimonio y se dedicó, con esporádicas colaboraciones literarias, a la Magistratura. En 1868 publicó su, tantas veces anunciado, Cuentos de la Villa, con prólogo de Manuel Cañete. En este libro recoge Viedma gran parte de sus poesías aparecidas en revistas y periódicos, muchas de ellas calificables de baladas, género que especialmente cultivó y que es el que define su auténtica condición de gran poeta. José María de Cossío, pese al precedente en el género que era Vicente Barrantes, consideró que “creó la verdadera balada española, que en él tuvo principio, culminación y acabamiento”. El 30 de noviembre de 1868 es nombrado magistrado de la Audiencia de La Habana, toma posesión el 13 de febrero de 1869 y fallece el 2 de agosto víctima de vómito negro, esto es, fiebre amarilla.